# Escadron Alpha
L’Escadron Alpha (Alpha Squadron) est une équipe de super-héros qui fait partie de l'univers de Marvel Comics. Elle a été créée par Nunzio DeFilippis, Christina Weir (scénario) et Keron Grant (dessin), et a été réunie pour la première fois dans New X-Men: Academy X #13. L'Escadron est formé par des étudiants de l'Institut Xavier qui apprennent à maitriser leurs pouvoirs sous la direction de membres des X-Men.

## Composition
Les membres de l'équipe sont Anole (leader sur le terrain), Indra, Kidojo, Rubbermaid, Loa et Network. Le superviseur de l'équipe est Véga (ancien membre de la Division Alpha, d'où le nom donné à l'escadron) puis, après la mort de celui-ci, Karma.